# Gungnir (réplique)
Pour les articles homonymes, voir Gungnir.
Le Gungnir est le nom donné à une réplique suédoise du bateau viking nommé Bateau de Gokstad, épave norvégienne trouvée dans une ferme de Gokstad du comté de Vestfold dans la baie de Sandefjord près d'Oslo en 1880. Celle-ci se trouvait dans un tumulus funéraire datant de 900 ans après J.C.. Cet artéfact est exposé au Musée des navires vikings d'Oslo à Bygdøy.
Le Gungnir est un bateau viking de type karv appartenant désormais à son capitaine Dan Derieux dit Thorgis. Son port d'attache est à Saint-Pierre-lès-Nemours au futur Espace Culturel Viking .

## Histoire

### Construction
À la suite des tempêtes qui ont balayé toute l’Europe en décembre 1999, le gouvernement suédois a donné les arbres abattus à tous les artisans. Une petite association s’est constituée autour d’un menuisier à Hörvik dans le comté de Blekinge dans le but de fabriquer une réplique de navire Viking. Ils ont pu avoir les plans du bateau de Gokstad au Musée des navires vikings d'Oslo.
Ne pouvant réaliser une copie à l'identique, car la réglementation suédoise taxe les bateaux de plus de 4 m de large, ils construisirent le navire en respectant les proportions du bateau de Gokstad et réalisèrent ce voilier à bordages à clin en pin du nord de 18,10 m de long sur 3,95 m de large. La construction a duré moins de deux ans et il a été lancé en 2001.
Le Gungnir a été ramené en France en août 2005 par l'association Vikingar Strandhögg, dirigée par son capitaine Dan Derieux, de la mer Baltique par la mer du Nord et la Seine. Le nom du navire viking vient de Gungnir, du nom de la célèbre lance du dieu Odin.

### Caractéristiques du bateau
Le Gungnir est un bateau viking de type karv. Il est totalement ponté, avec une cale à compartiments de 0,60 m de haut sur toute la longueur qui sert de rangement pour l'accastillage et les vivres. Ce plancher facilitait aussi la mobilité des guerriers pour les combats et abordages. Il est moins long qu'un navire viking de guerre et plus large comme le navire marchand de type knarr. C'est à l'origine un bateau conçu pour recevoir un équipage de seize rameurs, mais il ne possède que douze rames. Les bancs de nage sont amovibles et permettent une meilleure utilisation du pont. Il n'y a pas de rouf en dur ; c'est une bâche de 6 m2 ou la voile posée sur des tauds qui sert d'abri.
Le poids du navire avec tout l’accastillage et l'armement, est d'environ 10 tonnes, complètement désarmé pour le transport et sans mâture il est de 7 tonnes. Le lest est constitué par tout le matériel de bivouac : tente, chaudron,armes, marchandises diverses de démonstrations, costumes divers, métiers à tisser, eau potable, décorations en bois et autres.... les cales sont pleines et ainsi que les bancs-coffres des matelots.
Le bateau possède une figure de proue et de poupe amovible, et son étrave est ouvragée.

### Utilisation
L'équipage du Gungnir est également un groupe d’études et de recherches sur l'âge des Vikings. Outre d'avoir réalisé de la navigation expérimentale comme lors de son transfert en France, l'association Vikingar Strandhögg réalise des reconstitutions historiques, des articles et ouvrages très documentés et pédagogiques, notamment une série de bande dessinée appelée Vikingar sur les aventures d’un équipage viking sur fond historique et mythologique.
Le Gungnir a aussi servi de base de décor au dernier film d'animation Astérix et les Vikings (2006).

### Actuellement
Le bateau a été mis en cale sèche pour subir un entretien et sera de nouveau visible à l'Espace Culturel Viking de Saint-Pierre-lès-Nemours.

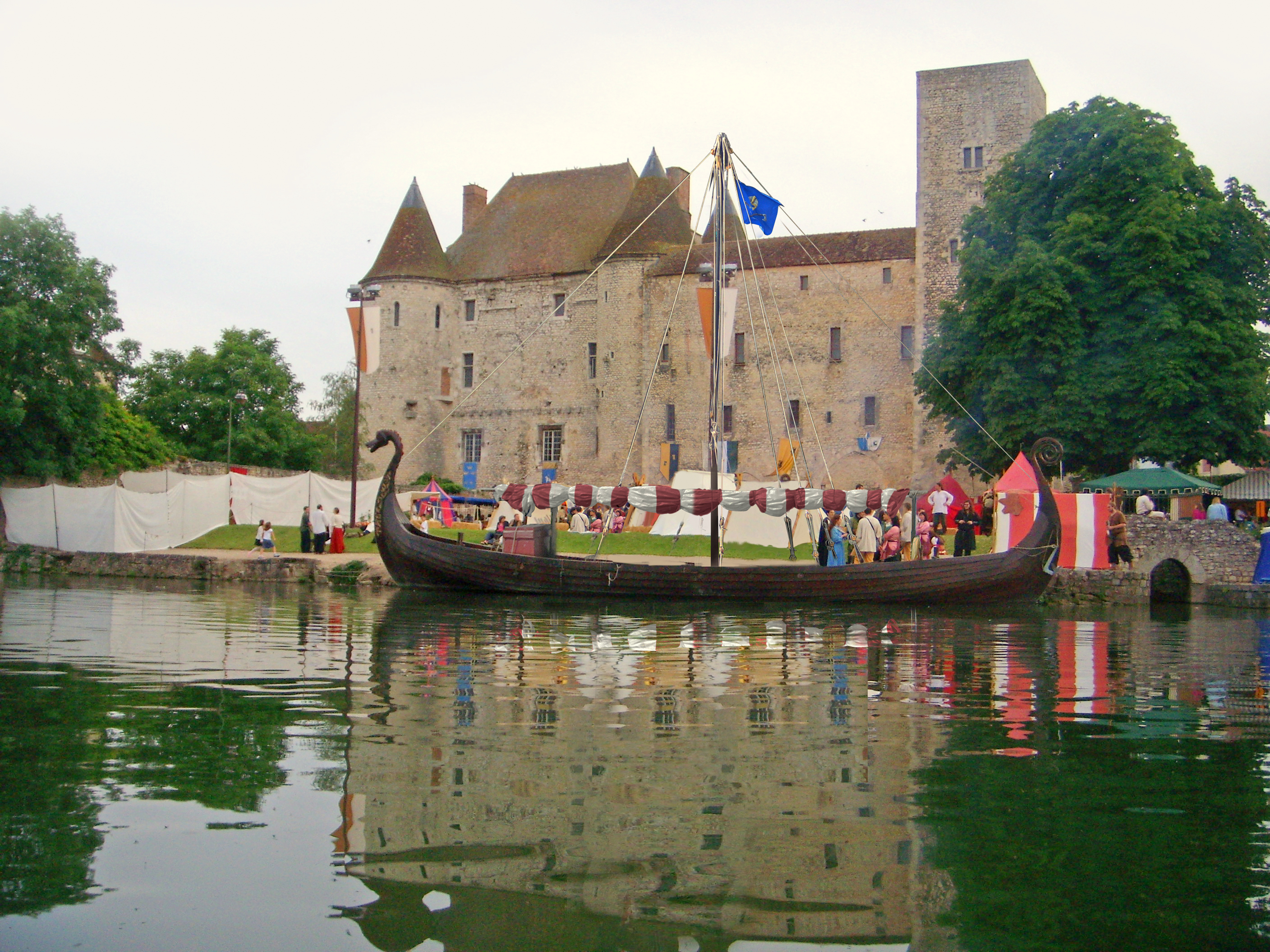
Gungnir au chateau de Nemours
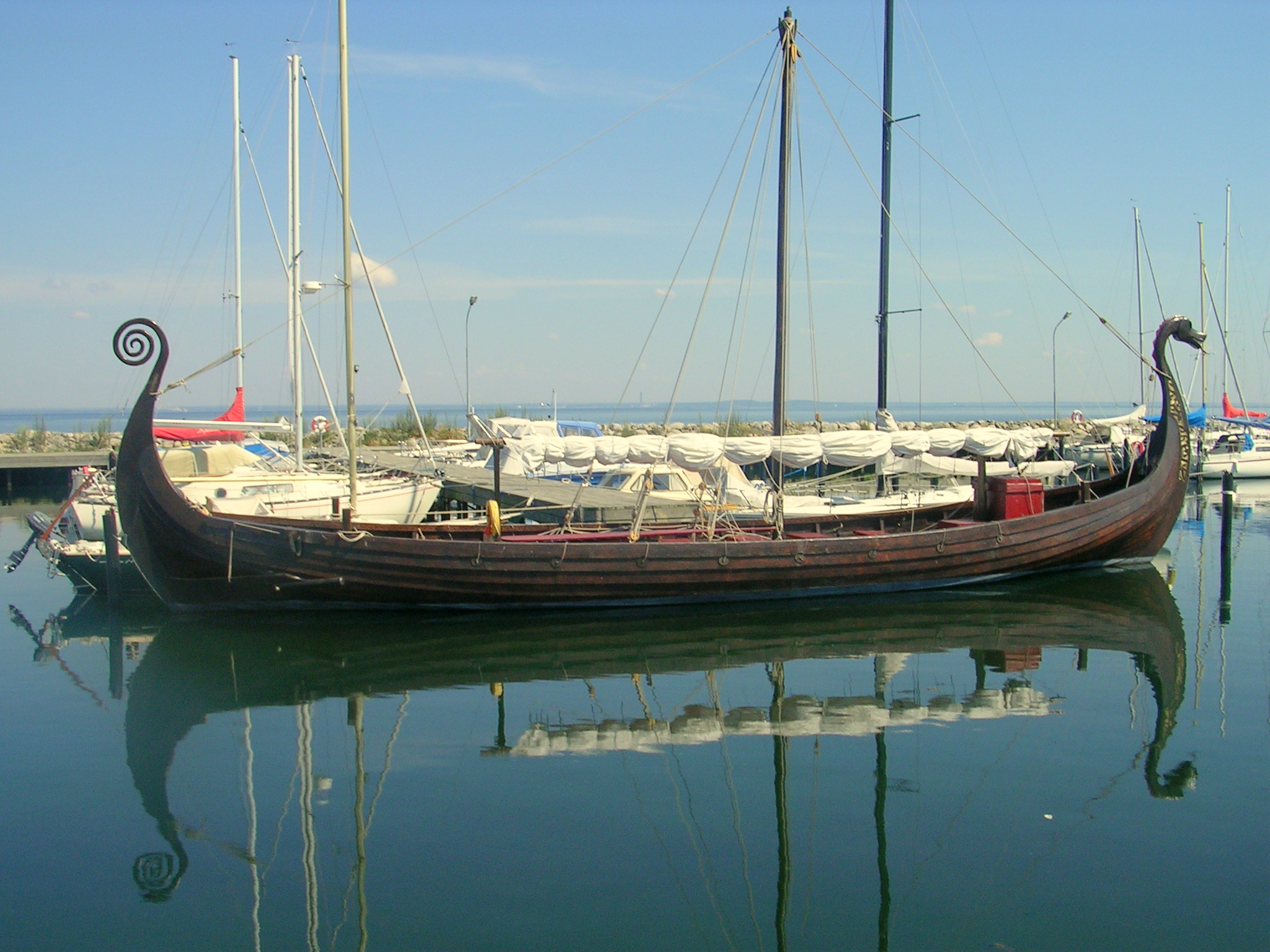
Au port d'attache
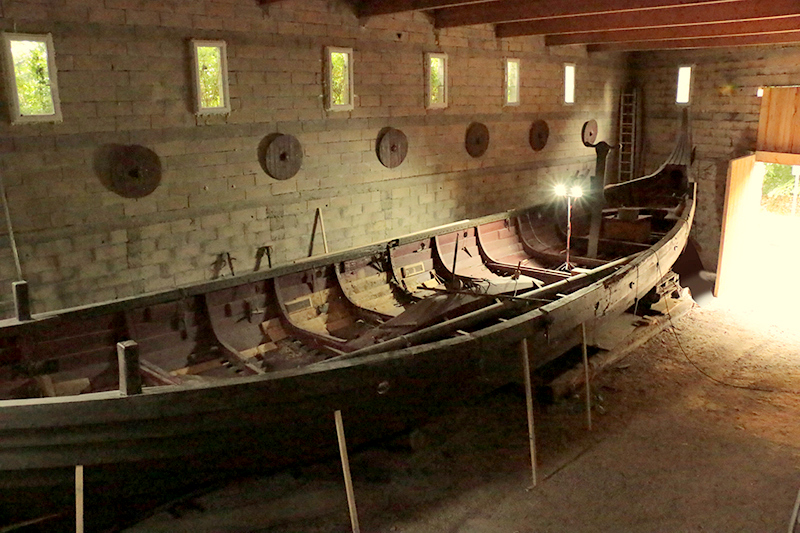
Gungnir en réparation